# Giovanni Salviati

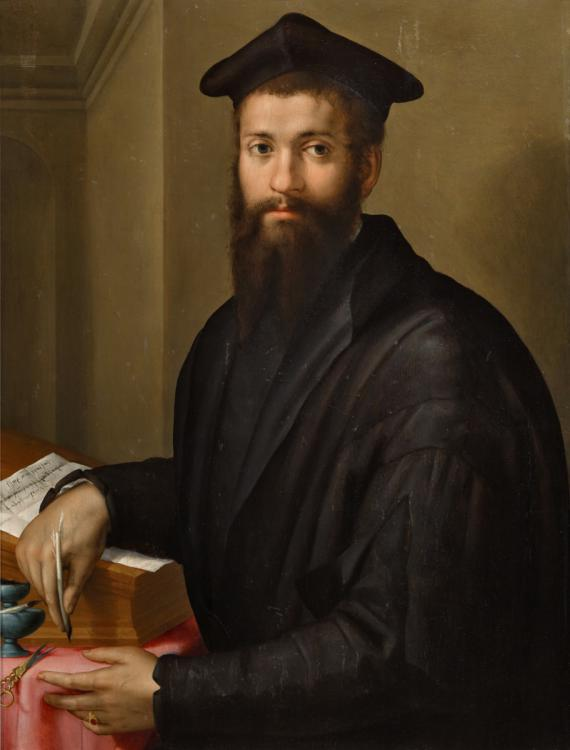
Porträt des Kardinals Giovanni Salviati (1490–1553), Pier Francesco Foschi, Mitte des 16. Jahrhunderts

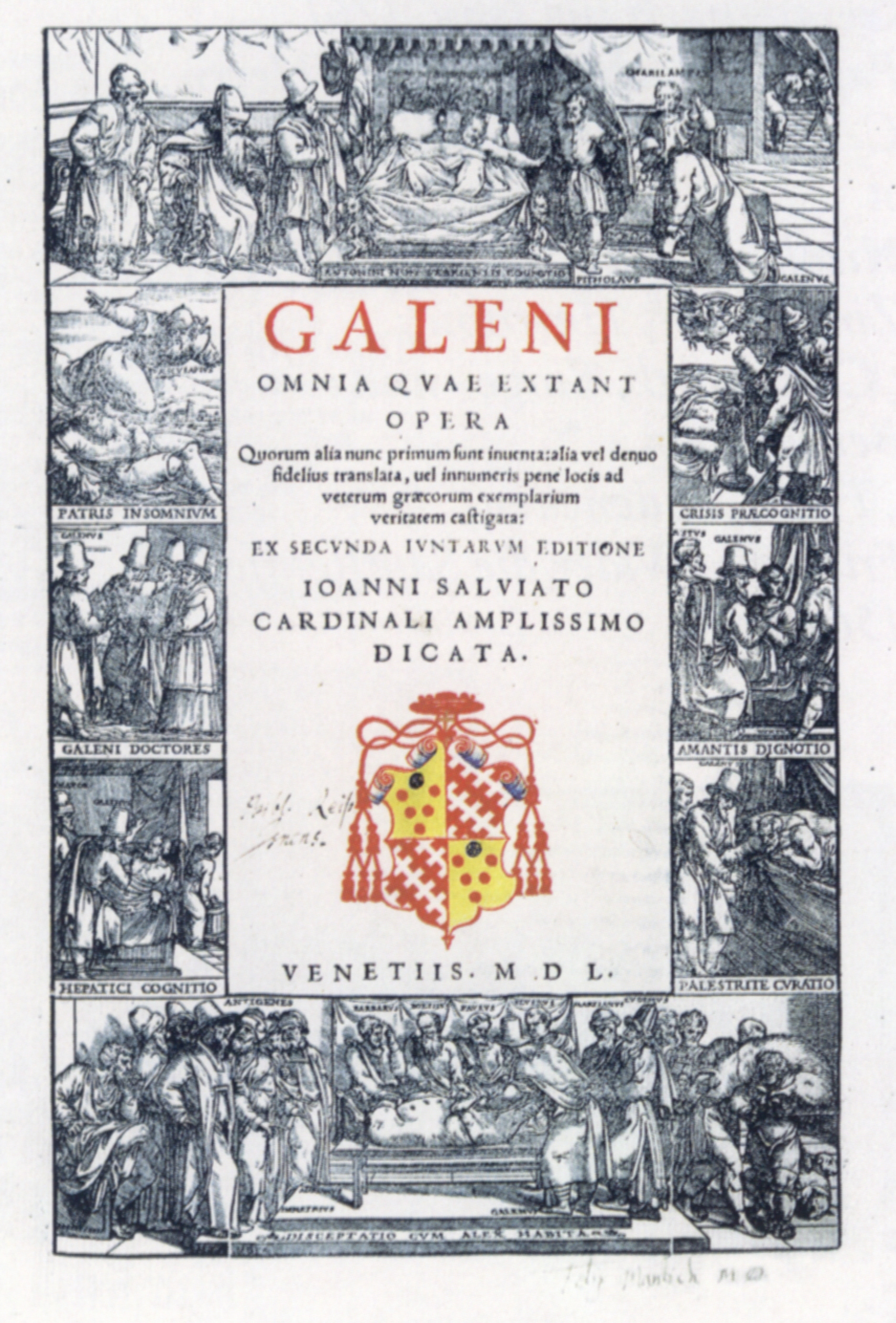
Titelblatt mit dem Kardinalswappen Giovanni Salviatis (Venedig 1550)

Giovanni Salviati (* 24. März 1490 in Florenz; † 28. Oktober 1553 in Ravenna) war ein italienischer Kardinal der römischen Kirche.

## Leben
Er stammte aus dem Florentiner Adelsgeschlecht Salviati und war das älteste von elf Kindern des Bankiers Jacopo Salviati und der Lucrezia de’ Medici. Unter Giovanni Salviatis Geschwistern waren Maria, die später Giovanni de’ Medici heiratete und Mutter von Cosimo I. wurde, und Bernardo, der 1561 ebenfalls zum Kardinal erhoben wurde. Auch sein Neffe Antonmaria Salviati wurde 1583 Kardinal. Giovanni Salviatis Schwester Francesca war in zweiter Ehe verheiratet mit Ottaviano de’ Medici (1484–1556) und wurde Mutter von Alessandro Ottaviano de’ Medici, des späteren Papstes Leo XI. Brüder seiner Mutter waren Papst Leo X., Piero de’ Medici, Herrscher von Florenz (1492–1494), und Giuliano di Lorenzo de’ Medici, Herzog von Nemours. Spätere Kardinäle aus seiner väterlichen Familie waren Alamanno Salviati (1730) und Gregorio Salviati (1777).
Als einziger der fünf Brüder besuchte er wie sein Vater den Studio in Florenz.

### Kirchliche Laufbahn
Nach der Wahl seines Onkels Giovanni de’ Medici als Papst Leo X. schlug Giovanni Salviati eine kirchliche Laufbahn ein und wurde Apostolischer Protonotar. Sein Onkel, der Papst, erhob ihn im Konsistorium vom 1. Juli 1517 zum Kardinaldiakon. Er wurde am 8. Februar 1518 zum Administrator des Bistums Fermo ernannt, dieses Amt bekleidete er bis zum 16. Oktober 1521. Ab dem 12. September 1520 war er Administrator von Ferrara, was er bis zum 1. Mai 1550 blieb. Daneben war er vom 24. August 1521 bis zum 18. März 1523 Administrator von Oloron.
Nach dem Tod Leo X. nahm Giovanni Salviati am Konklave 1521–1522 teil, das Papst Hadrian VI. wählte. Ferner war er Teilnehmer des Konklave 1523, aus dem Clemens VII. als Papst hervorging. Unter dessen Pontifikat war er 1525 Legat bei König Carlos I. von Spanien und blieb als solcher bis September 1526 in Spanien, als er durch den Nuntius Baldassarre Castiglione ersetzt wurde. Danach wurde er als procurator ad componendam pacem nach Frankreich entsandt, wo er 1526 das Dokument unterzeichnete, das die Heilige Liga von Cognac mit König Franz I. begründete. Danach führte er noch zweimal Legationen in Frankreich aus, einmal, als Clemens VII. von kaiserlichen Truppen in der Engelsburg festgehalten wurde, und zum zweiten Mal nach dem sacco di Roma. In dieser Krise widersprach er einem Vorstoß von Kardinal Thomas Wolsey, der nach der Inhaftierung des Papstes die Verwaltung der Gesamtkirche an sich ziehen wollte.
Im August 1529 war Giovanni Salviati einer der Unterzeichner des Vertrags von Cambrai. Im November desselben Jahres nahm er teil an der Begegnung zwischen Papst Clemens VII. und König Carlos I. von Spanien, der in der Folge am 24. Februar 1530 als Kaiser Karl V. gekrönt wurde. Von Parma aus förderte er die Belagerung von Florenz und bejubelte die Niederlage der Republik sowie die Rückkehr der Medici.
Anschließend verwaltete er eine Reihe von Bistümern und Abteien als Administrator oder Kommendatarabt. Das Jahreseinkommen aus Giovanni Salviatis Pfründen soll sich auf jährlich etwa 8000 Dukaten belaufen haben, die er neben den Einkünften aus dem Familienvermögen erhielt. Er nahm am Konklave 1534 teil, das Alessandro Farnese als Paul III. zum Papst wählte. Unter dessen Pontifikat war er Legat in Parma und Piacenza. Ende 1535 reiste er nach Neapel, um dort mit Kaiser Karl V. über das Schicksal der Florentiner zu verhandeln, die gegen Herzog Alessandro de’ Medici standen. Nach der Ermordung Alessandros im Januar 1537 zog Kardinal Salviati mit einer kleinen Söldnertruppe nach Florenz, er ließ sich jedoch von seinem Neffen Cosimo I. dazu überreden, die Truppen zu entlassen und Verhandlungen aufzunehmen. Da er verdächtigt wurde, mit den Franzosen zu sympathisieren, wurde ihm die Auszahlung seiner Einkünfte aus kaisertreuen Gebieten verweigert. Mit Hilfe von Bartolomeo Cavalcanti versuchte er, seine Beziehungen zu Piero Strozzi aufrechtzuerhalten.
Am 12. August 1538 erscheint er als Administrator von Saint-Papoul, dieses Amt gab er am 5. Juni 1549 zugunsten seines Bruders Bernardo Salviati auf. Giovanni Salviati optierte am 8. Januar 1543 zur Kardinalsklasse der Kardinalbischöfe und für den suburbikarischen Sitz von Albano. Von 1543 bis 1553 war er Legat in Umbrien. Am 17. Oktober 1544 entschied er sich für das Bistum Sabina und am 8. Oktober 1546 für das Bistum Porto e Santa Rufina. Er nahm am Konklave 1549–1550 teil, aus dem Julius III. als Papst hervorging. Kaiser Karl V. widersprach einer Wahl Salviatis wegen dessen Nähe zum französischen König.

### Letzte Jahre und Tod
Giovanni Salviati öffnete und schloss im Jubeljahr 1550 die Heilige Pforte der Basilika San Paolo fuori le mura.
Er starb 1553 im Konvent der Regularkanoniker des Laterans in Ravenna. Sein Leichnam wurde nach Ferrara überführt und dort in der Kathedrale beigesetzt.

## Leistungen
Giovanni Salviati galt als Förderer der Wissenschaften und der Künste. Als Kardinalnepot war er stets bedacht, sich als unparteiisch darzustellen, ohne dass seine Pläne je aufgingen. Seine Fähigkeiten der Doppelzüngigkeit und der Geheimhaltung waren für einen Diplomaten zwar förderlich, doch reichte seine Entschlusskraft nicht aus, um jemals bedeutenden politischen Einfluss zu gewinnen. Zweimal, in den Konklaven von 1534 und von 1549 bis 1550 galt er als papabile, doch die Ablehnung durch die anderen Kardinäle und die vetoberechtigten Fürsten resultierte aus der Schwäche, die an ihm wahrgenommen wurde.
Er galt daneben als ein bonvivant, als jemand, der weltlichen Genüssen zugetan war und die schönen Künste förderte. Seine freundschaftlichen Beziehungen zu Michelangelo und insbesondere zu Niccolò Machiavelli, dessen Schrift Dell’Arte della guerra (Von der Kriegskunst) er 1521 überschwänglich lobte, verstärkten diesen Eindruck. Ludovico Ariosto, mit dem er ebenfalls befreundet war, zeichnete Kardinal Giovanni Salviati in seinem Werk Orlando Furioso 1516 als einen der maßgebenden Gegner des „häßlichen Ungeheuers“, als welches er die Krise des Christentums jener Zeit verstand.